# کرف (آمل)
کرف، روستایی است از توابع بخش لاریجان شهرستان آمل در استان مازندران ایران.

## جمعیت
این روستا در دهستان لاریجان سفلی قرار داشته و براساس آخرین سرشماری مرکز آمار ایران که در سال ۱۳۸۵ صورت گرفته، جمعیت آن ۲۵ نفر (۹خانوار) بوده‌است.